# Бинга
Бинга (порт. Monte Binga) — гора в Мозамбике.
Гора Бинга является наивысшей точкой Мозамбика. Её высота равняется 2436 метров. Расположена на крайнем западе страны на границе с Зимбабве, в провинции Маника. Бинга возвышается над равнинной частью Маника, переходя в Шиванимани, южную часть высокогорья Зимбабве. Гора находится на территории мозамбикской части национального парка Шиванимани, в основном расположенного на территории Зимбабве.
Восхождение на вершину Бинги для альпинистских групп является крайне сложным. Наиболее удобный путь к вершине — с северо-восточного направления.